# Business and Pleasure
Business and Pleasure è un film del 1932 diretto da David Butler. È il seguito di Young as You Feel del 1931, diretto da Frank Borzage e interpretato sempre da Will Rogers.
La commedia in tre atti The Plutocrat, di cui il film è l'adattamento cinematografico, andò in scena il 20 febbraio 1930 a Broadway, al Vanderbilt Theatre. Il testo era tratto da un romanzo di Booth Tarkington.
È l'ultimo film della carriera di attrice di Jetta Goudal.

## Trama
Earl Tinker, un produttore di successo di lamette da barba, parte per una crociera in Medio Oriente insieme alla moglie e alla figlia Olivia. La vacanza si trasforma ben presto in un impegno di lavoro quando Tinker scopre che sulla nave si trova anche W. H. White, un suo concorrente, capo della Straightback Company.
Earl viene avvicinato da Madame Momora, una veggente che vuole leggergli il futuro. In realtà, la donna è un'agente di White, che la vuole utilizzare per cercare di carpire i segreti aziendali del rivale. Durante un incontro con la veggente, Tinker le confida il suo piano per accaparrarsi il mercato dell'acciaio di Damasco.
Nel frattempo, Olivia intreccia una relazione con il giovane commediografo Lawrence Ogle la cui ultima commedia di Broadway è stata un insuccesso clamoroso. Dopo essersi reso conto che la ragazza è la figlia di Tinker e dopo aver letto casualmente un telegramma che rivela i piani di White, il giovane mette sull'avviso l'industriale.
Earl sventa i piani di White mascherandosi da indovino e inducendo Madame Momora a confessare il suo legame con l'industriale rivale. Prima però di potersi togliere il costume, Earl viene sorpreso da sua moglie che è gelosa della veggente. Tinker si rivela a Momora e questa lo mette in guardia sui pericoli che lo aspettano a Damasco, dove lui si sta per recare. I pericoli che lo aspettano sono proprio quelli messi a punto dalla stessa Momora.
Seguendo Tinker nel deserto, Momora si mette in contatto via radio con gli arabi, cercando di convincerli di aver catturato e ucciso Earl. L'industriale viene rapito, ma riesce a scappare, mentre Olivia e Ogle partono alla sua ricerca insieme alla signora Tinker. Impadronitosi della radio di Momora, Earl comunica agli arabi che la sua società ha acquisito la Straightback Company. La notizia convince gli arabi ad arrestare Momora.
Durante un pranzo nel deserto, la signora Earl si ricrede sulla supposta infedeltà del marito e scopre che cous cous, quella che lei credeva una parola in codice per designare la tresca, non è altro che un piatto tipico del posto.

## Produzione
Il film fu prodotto dalla Fox Film Corporation.

## Distribuzione
Distribuito dalla Fox Film Corporation, il film uscì nelle sale cinematografiche statunitensi il 6 marzo 1932.